# Stenothemus nepalensis
Stenothemus nepalensis – gatunek chrząszcza wielożernego z rodziny omomiłkowatych.
Gatunek ten został opisany w 1974 roku przez Waltera Wittmera.
Chrząszcz o ciele długości około 5,5 mm. Głowa jednolicie brązowa do ciemnobrązowej, rzadko środkowo-nasadowa część czoła nieco rozjaśniona. U samca szerokość głowy na wysokości oczu nieco mniejsza niż przedplecza. Głowa samca gładka i delikatnie owłosiona. Czułki brązowe z rozjaśnionymi wierzchołkami członów, często człon nasadowy prawie cały jasny. U samca czułki długie i smukłe, drugi człon dwukrotnie dłuższy od trzeciego, a czwarty i piąty podobnej długości i dłuższe niż trzeci. Przedplecze brązowe z mniej lub więcej rozjaśnionymi kątami przednimi, niekiedy całe jasne. U samca przedplecze nieco szersze niż dłuższe i o dość zaokrąglonych bokach, na wierzchu gładkie, z rozproszonymi punktami szczecinkowymi. Tarczka słomkowa do brązowej. Pokrywy brązowe do ciemnobrązowych z mniejszą lub większą jasną plamą, u samca wydłużone i pomarszczone. Odnóża słomkowe. Paramery samca o brzusznych częściach nasadowych smukłych i odgiętych dobrzusznie. Jego laterophysis zwężone ku wierzchołkowi na którym znajduje się dobrze widoczne wcięcie. Na wyraźnie zwężonym dowierzchołkowo ósmym sternum odwłoka samicy znajduje się para głębokich, podłużnych rowków, a końcowa krawędź tego sternum jest prawie ścięta i pośrodku wcięta.
Owad znany z okolic Katmandu w Nepalu, z wysokości 1500–2000 m n.p.m.